# Tewara cranwellae
Tewara cranwellae är en fiskart som beskrevs av Louis T. Griffin, 1933. Tewara cranwellae ingår i släktet Tewara och familjen Creediidae. Inga underarter finns listade i Catalogue of Life.